# Nação Gozitana
```
   |-
       | 
Erro:
:  
valor não especificado para "
continente
"
```

A Nação Gozitana, comumente conhecida como Gozo, foi um estado não reconhecido localizado na ilha de Gozo entre 1798 e 1801 durante as Guerras Revolucionárias Francesas. Era uma monarquia que reconhecia a autoridade de Fernando I das Duas Sicílias com um governo provisório liderado pelo governador-geral Saverio Cassar. Sua capital era Rabat. O país foi estabelecido entre 28 e 29 de outubro de 1798 a partir do território de Malta ocupado pelos franceses e acabou sendo incorporado ao Protetorado de Malta em 20 de agosto de 1801.

## História

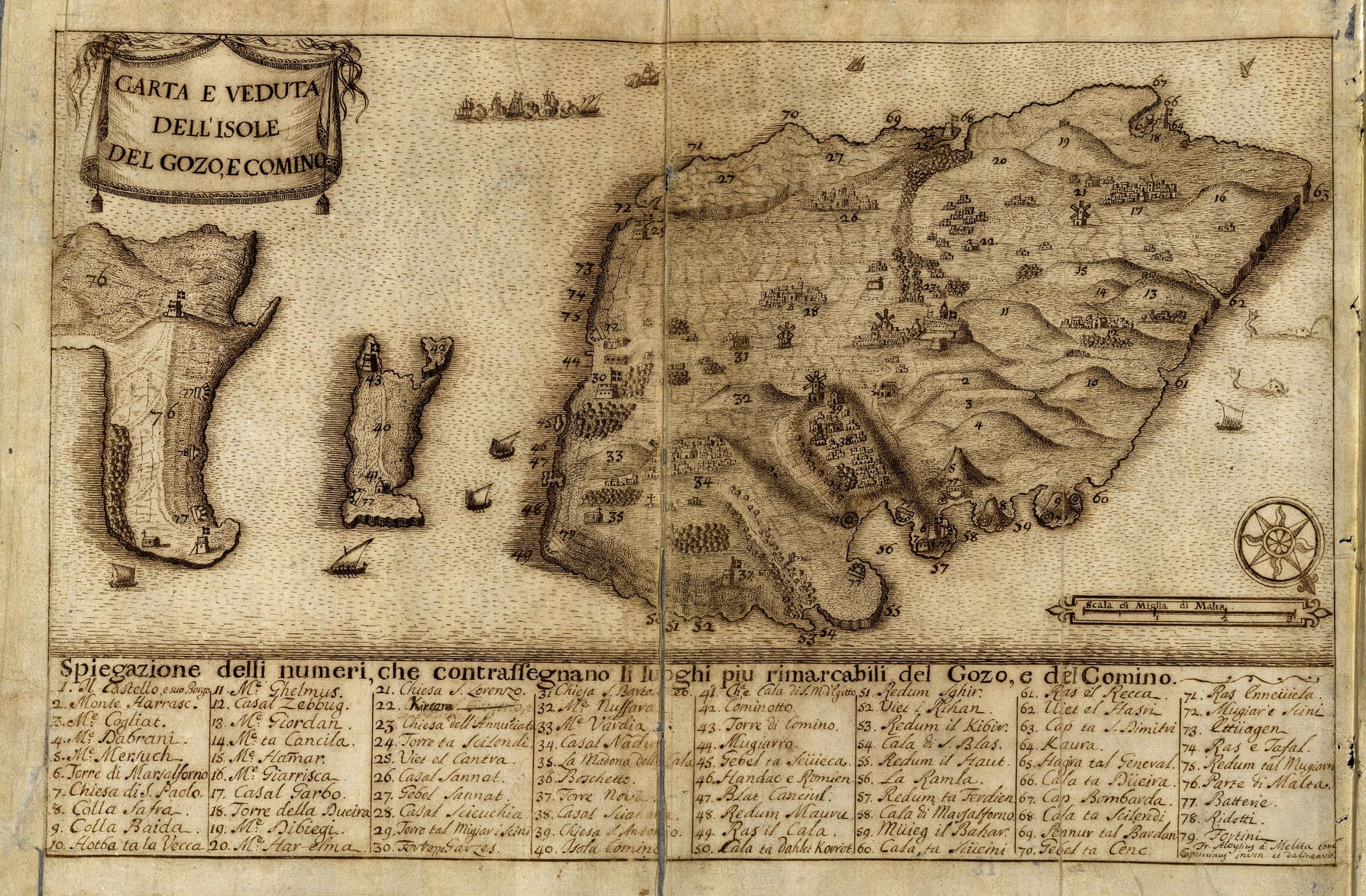
Mapa de Gozo c. 1745

Até 10 de junho de 1798, Malta e Gozo foram administrados pela Ordem de São João. Quando Napoleão expulsou os Cavaleiros das ilhas na campanha do Mediterrâneo de 1798, os franceses estabeleceram guarnições em vários locais de Malta, bem como na Cittadella e no Forte Chambray, as principais fortificações de Gozo.
Em 2 de setembro de 1798, os malteses se rebelaram contra os franceses em Mdina, solicitando o retorno sob o domínio do "Reino da Sicília". A notícia se espalhou e os gozitanos se revoltaram em 3 de setembro. O arcipreste e pároco da cidade de Rabat, Saverio Cassar, foi escolhido como líder da revolta em 18 de setembro. O quartel-general rebelde foi estabelecido em Banca Giuratale (que agora é a sede do Conselho Local de Victoria). Cassar organizou o dejma e arrecadou dinheiro para pagar as tropas sob seu comando. Partidários pró-franceses foram presos, incluindo três cônegos.
A guarnição francesa resistiu na Cittadella e no Forte Chambray, até capitular em 28 de outubro, após negociações feitas com a ajuda de Sir Alexander Ball. Os 217 soldados franceses concordaram em se render sem luta e transferiram a ilha, suas fortificações, 24 canhões, uma grande quantidade de munição e 3.200 sacos de farinha para os britânicos.

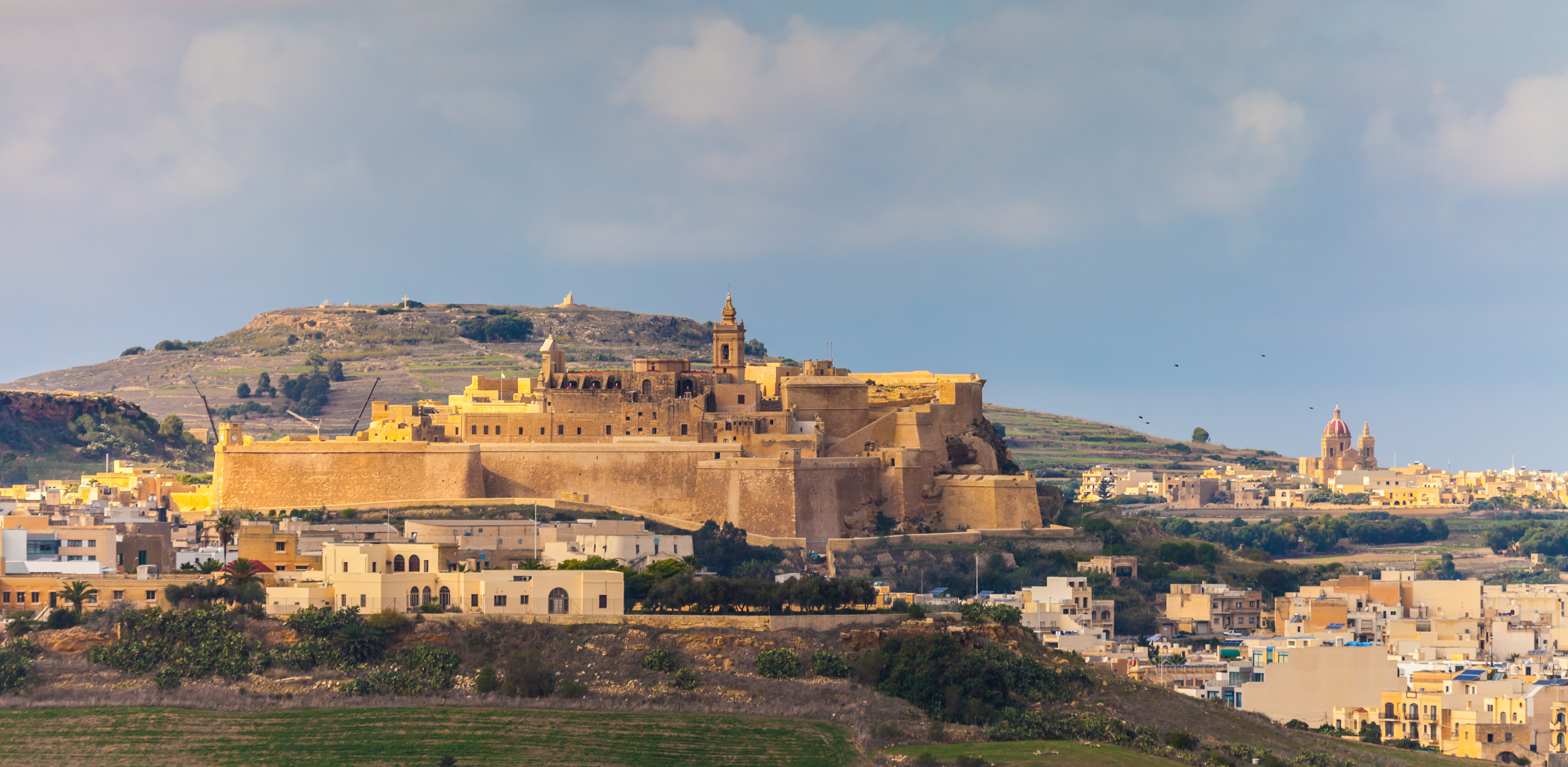
O Cittadella, que os britânicos transferiram para os Gozitans em 29 de outubro de 1798

Um dia depois, os britânicos transferiram o controle da Cittadella e do resto da ilha para os Gozitans. O povo declarou Fernando I das Duas Sicílias como seu monarca e estabeleceu um governo provisório liderado por Saverio Cassar, que se tornou governador-geral. O governo provisório incluiu vários representantes britânicos e malteses, e sua primeira ação foi distribuir os suprimentos de comida capturados aos 16.000 habitantes da ilha. A bandeira napolitana (que mais tarde se tornou a bandeira das Duas Sicílias) foi hasteada sobre Gozo, e munições e suprimentos chegaram de Nápoles, com o rei Fernando elogiando seus "fiéis súditos malteses".
Em 29 de outubro, Cassar solicitou que Gozo se tornasse uma diocese separada. A Diocese Católica Romana de Gozo acabou sendo criada em 22 de setembro de 1864, 65 anos após a petição de Cassar. Durante o governo de Cassar em Gozo, ele organizou a administração, reabriu os tribunais e elegeu novos juristas; e até abriu uma alfândega.
Quando a guarnição francesa em Valeta se rendeu em setembro de 1800, os britânicos estabeleceram o Protetorado de Malta. Cassar continuou a governar Gozo de forma independente até 20 de agosto de 1801, quando o comissário civil britânico, Charles Cameron, o removeu do cargo. Emmanuel Vitale, outro líder da insurreição maltesa, tornou-se governador, superintendente e diretor de saúde de Gozo, cargo que ocupou até sua morte quatorze meses depois.